# Walkerella nigrabdomina
Walkerella nigrabdomina (лат.) — вид паразитических наездников из семейства Pteromalidae (Otitesellinae) отряда перепончатокрылые насекомые. Встречаются в Азии (Китай, Yunnan).

## Описание
Ассоциированы с фикусом Ficus pisocarpa. От близких видов отличаются округлыми глазами самок (ширина более 0,7× от длины), а их основной членик лапок (базитарзус) средней пары ног короче, чем длина трёх следующих тарзомеров вместе взятых, а также скапусом самок (он в 8 раз длиннее своей ширины). Кроме того, у их самцов брюшко чёрное, а пронотум длиннее своей ширины. Мелкие наездники (около 2 мм), самки с буровато-чёрным телом с зеленовато-голубоватым блестящим отливом с мелкой пунктировкой. Самцы в основном желтоватые с крупной головой с экстремально развитыми большими мандибулами (серповидными, заострёнными на конце) и слитыми воедино мезонотумом, метанотумом и проподеумом; крылья редуцированные. Формула 12-члениковых усиков самок: 11253. Крылья с сильно редуцированным жилкованием. Предположительно фитофаги и галлообразователи. Вид впервые описан в 2013 году по материалам из Китая.